# Formica lugubris
Formica lugubris је инсект из реда Hymenoptera и фамилије Formicidae.

## Угроженост
Ова врста је на нижем степену опасности од изумирања, и сматра се скоро угроженим таксоном.

## Распрострањење
Ареал врсте Formica lugubris обухвата већи број држава. 
Врста има станиште у Русији, Шведској, Норвешкој, Немачкој, Шпанији, Италији, Србији, Мађарској, Румунији, Финској, Уједињеном Краљевству, Ирској, Бугарској, Француској, Црној Гори, Словачкој и Аустрији.